# Ilford (Unternehmen)

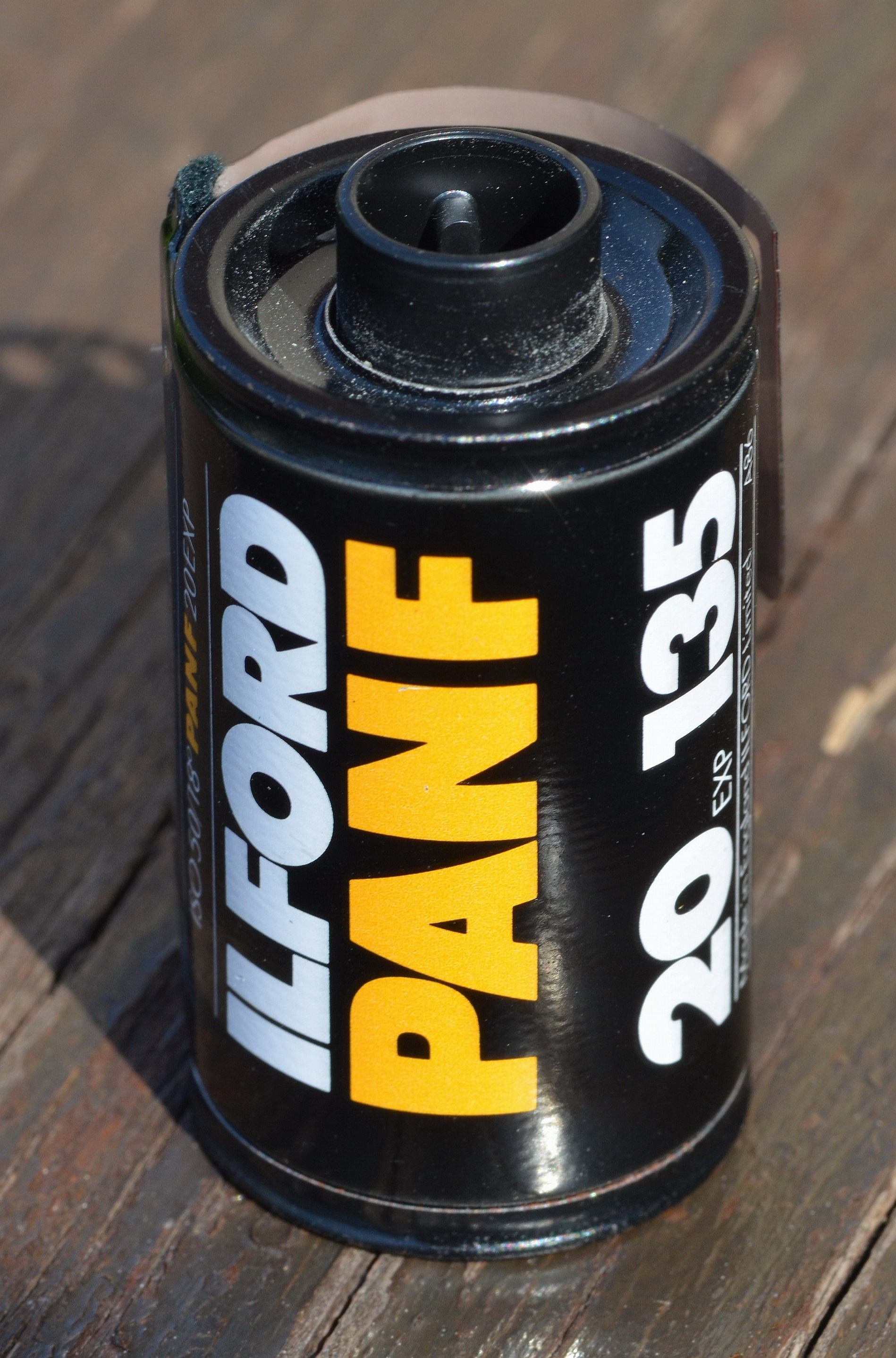
Ilford-PAN-F-Schwarzweiß-Film

Ilford Imaging UK Ltd. ist einer der weltweit bedeutendsten Hersteller von fotografischen Schwarzweißfilmen und Fotopapieren.
Zu den bekanntesten Produkten von Ilford gehören der Schwarzweißfilm XP-2 (zur Entwicklung im C-41-Standardprozess für Farbnegativfilme) sowie das Fotopapier Ilfochrome (ursprünglich Cibachrome, entwickelt in Kooperation mit dem Chemiekonzern CIBA Geigy) und die Ilfocolor-Farbmaterialien.

## Geschichte und Entwicklung

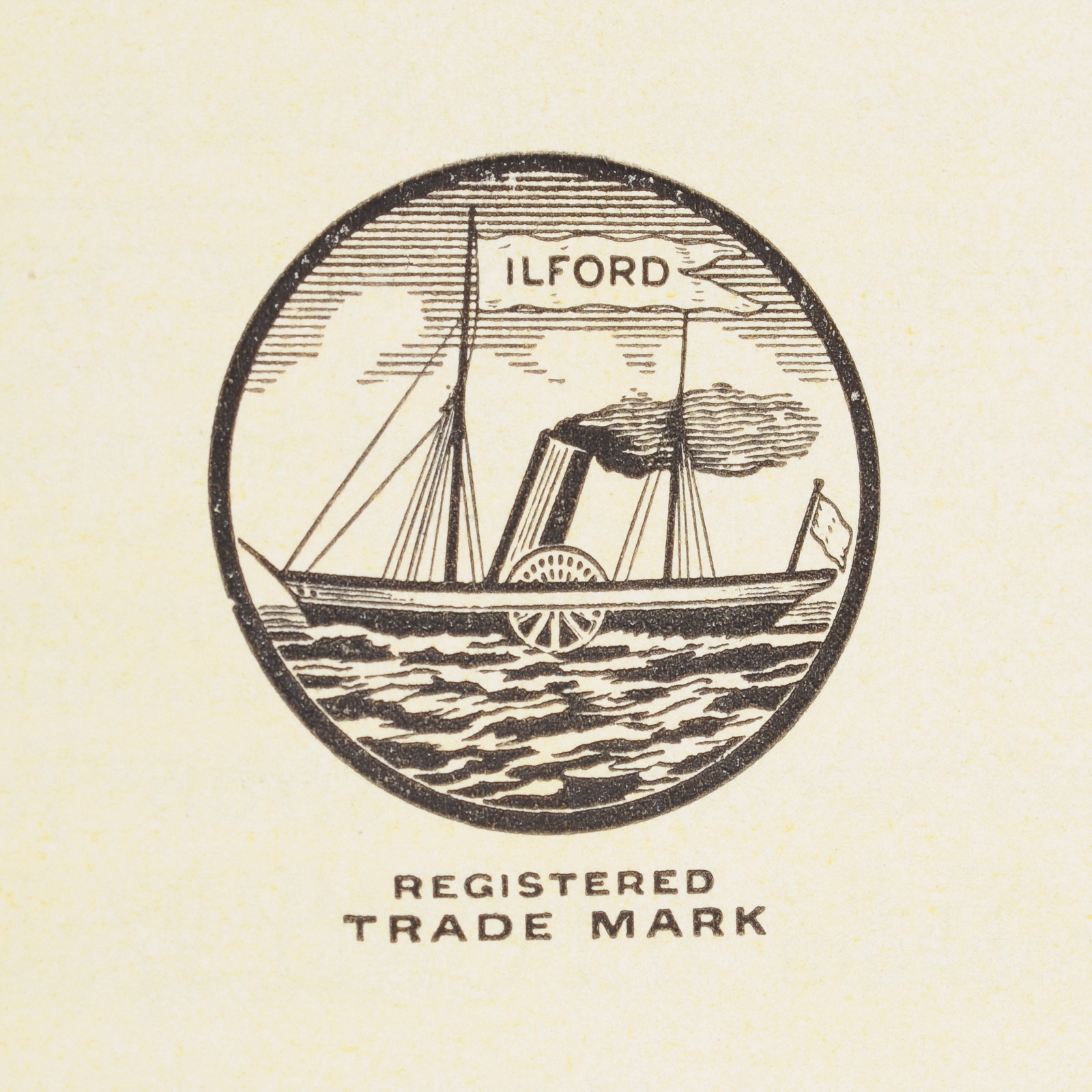
Logo Ilford Ltd., 1930er Jahre

Das Unternehmen Ilford wurde 1879 von Alfred Hugh Harman gegründet, hieß ursprünglich Britannia Works und produzierte fotografische Platten im Stadtzentrum von Ilford. 1969 wurde Ilford durch das Schweizer Unternehmen Ciba aufgekauft und 1989 an das US-amerikanische Unternehmen International Paper veräußert, zu denen Anitec gehörte; die beiden Unternehmen wurden 1990 zu Ilford Anitec fusioniert.
Sowohl der britische Mutterkonzern Ilford Imaging UK Ltd. als auch die deutsche Niederlassung Ilford GmbH meldeten Mitte 2004 Insolvenz an, nachdem zuvor durch unternehmensinterne Maßnahmen über 50 Prozent der Belegschaft ihre Arbeitsplätze verloren hatten. Im Zuge der Insolvenz wurden die schweizerische und die britische Ilford wirtschaftlich getrennt.
Die britische Ilford ging aus dem Insolvenzverfahren durch einen Management-Buy-Out hervor und prosperiert seither mit einer verminderten Belegschaft, aber vollem Produktprogramm. Sie firmiert nun als Ilford Photo Harman Technologies Ltd. in Erinnerung an den Gründer. Die Produktion findet am Standort Mobberley, Cheshire statt, mit Ausnahme der Herstellung von Chemikalien für die Verarbeitung der Filme und Fotopapiere, welche nach dem Insolvenzverfahren an einen externen Dienstleister ausgelagert wurde. Der britische Unternehmensteil konnte schon kurz nach der Rettung wieder Gewinne erzielen.
Außerdem gibt es die Ilford Imaging Switzerland, von der Papiere für Tintenstrahldrucker hergestellt werden sowie klassische Farbfilme und Papiere (Ilfochrome, Ilfocolor, Ilfoflex). Dieses Unternehmen wurde Anfang Juli 2005 von Oji Paper, einem großen japanischen Spezialpapierkonzern, übernommen, der damit seinen Marktanteil im Inkjet-Papier-Geschäft stärkte. Im April 2010 wurde Ilford Imaging Switzerland vom Finanzinvestor Paradigm Global Partners LLP übernommen. Am 30. Juli 2013 musste das Unternehmen bekannt geben, dass es keinen Investor finden konnte. Der Konkurs wurde am 28. November 2013 angemeldet.
Wenig später übernahmen die Adox Fotowerke Bad Saarow wesentliche Teile der Ilford Imaging GmbH i. L., um in Marly weiter Filme und Fotopapiere herstellen zu können.

## Produkte

### SW-Negativ-Filme

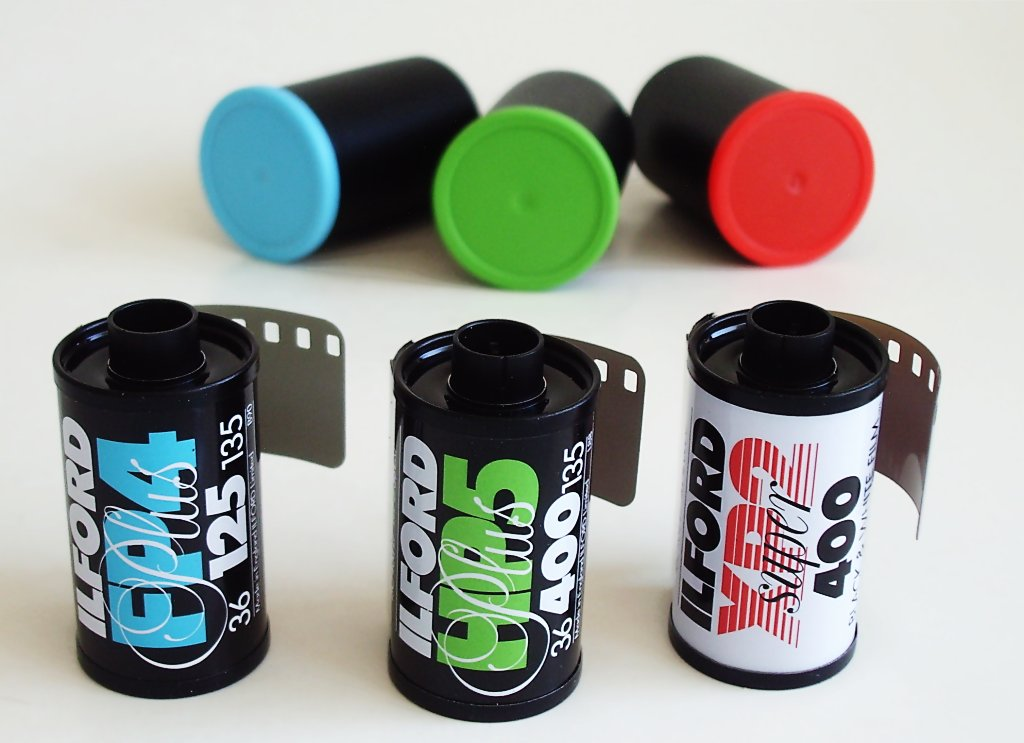
Ilford SW-Negativfilme im 35-mm-Format

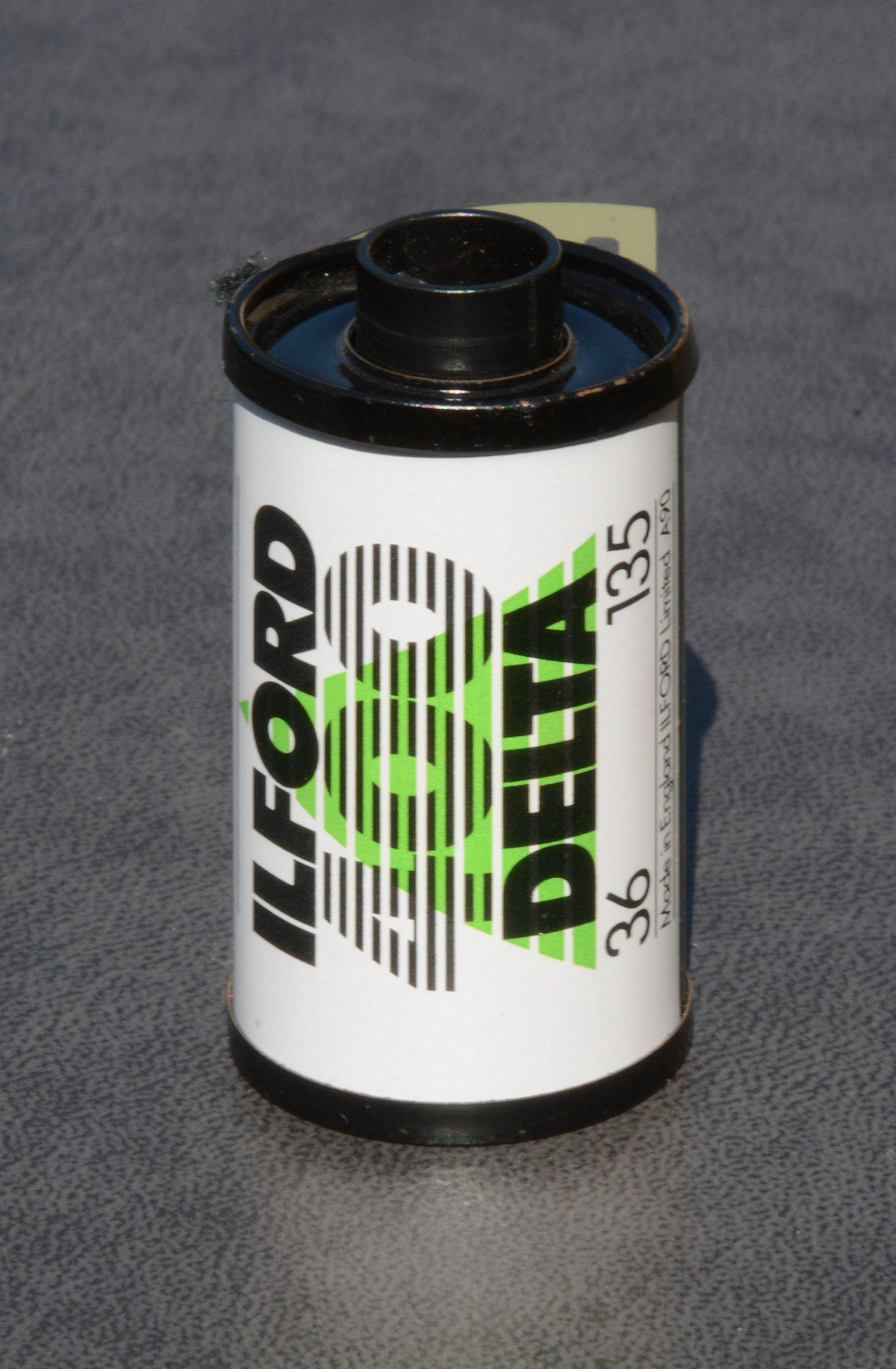
Ilford Delta 400, SW-Negativfilm (moderne Flachkristallstruktur)

| Reihe                          | Film       | Empfindlichkeit                            | Herstellungszeitraum               | Bemerkungen                                                                             |
| ------------------------------ | ---------- | ------------------------------------------ | ---------------------------------- | --------------------------------------------------------------------------------------- |
| Klassische Emulsion:           |            |                                            |                                    |                                                                                         |
| PAN                            | PAN-F      | ISO 16/13°                                 | 1948–1956                          | kubisches Korn, panchromatisch PAN steht für Panchromatic roll film                     |
| PAN                            | PAN-F      | ISO 25/15°                                 | 1956–1967                          | kubisches Korn, panchromatisch PAN steht für Panchromatic roll film                     |
| PAN                            | PAN-F      | ISO 50/18                                  | 1967–1992                          | kubisches Korn, panchromatisch PAN steht für Panchromatic roll film                     |
| PAN                            | PAN-F Plus | ISO 50/18°                                 | ab 1992                            | weitestgehend identisch mit dem PAN-F von 1967                                          |
| PAN                            | PAN 100    | ISO 100/21°                                | ?                                  | nur für ausgewählte Märkte                                                              |
| PAN                            | PAN 400    | ISO 400/27°                                | ?                                  | nur für ausgewählte Märkte                                                              |
| FP                             | FP         | 28 ASA                                     | 1935–1939                          | kubisches Korn, extra feinkörnig FP steht für Fine grain Panchromatic roll film         |
| FP                             | FP-2       | ISO 80/20°                                 | 1939–1942                          | kubisches Korn, extra feinkörnig FP steht für Fine grain Panchromatic roll film         |
| FP                             | FP-3       | ISO 40/17°                                 | 1942–1946                          | kubisches Korn, extra feinkörnig FP steht für Fine grain Panchromatic roll film         |
| FP                             | FP-3       | ISO 64/19°                                 | 1946–1951                          | kubisches Korn, extra feinkörnig FP steht für Fine grain Panchromatic roll film         |
| FP                             | FP-3       | ISO 125/22°                                | 1960–1968                          | kubisches Korn, extra feinkörnig FP steht für Fine grain Panchromatic roll film         |
| FP                             | FP-4       | ISO 125/22°                                | 1968–1990                          | kubisches Korn, extra feinkörnig FP steht für Fine grain Panchromatic roll film         |
| FP                             | FP-4 Plus  | ISO 125/22°                                | ab 1990                            | kubisches Korn, extra feinkörnig FP steht für Fine grain Panchromatic roll film         |
| HP                             | HP         | ISO 160/23°                                | 1935–1939                          | kubisches Korn, hohe Empfindlichkeit HP steht für Hypersensitive Panchromatic roll film |
| HP                             | HP-2       | ISO 200/24°                                | 1939–1941                          | kubisches Korn, hohe Empfindlichkeit HP steht für Hypersensitive Panchromatic roll film |
| HP                             | HP-3       | ISO 125/22°                                | 1941–1952                          | kubisches Korn, hohe Empfindlichkeit HP steht für Hypersensitive Panchromatic roll film |
| HP                             | HP-3       | ISO 200/24°                                | 1952–1953                          | kubisches Korn, hohe Empfindlichkeit HP steht für Hypersensitive Panchromatic roll film |
| HP                             | HP-3       | ISO 400/27°                                | 1960–1969                          | kubisches Korn, hohe Empfindlichkeit HP steht für Hypersensitive Panchromatic roll film |
| HP                             | HP-4       | ISO 400/27°                                | 1965–1989                          | kubisches Korn, hohe Empfindlichkeit HP steht für Hypersensitive Panchromatic roll film |
| HP                             | HP-5       | ISO 400/27°                                | 1976–1989                          | kubisches Korn, hohe Empfindlichkeit HP steht für Hypersensitive Panchromatic roll film |
| HP                             | HP-5 Plus  | ISO 400/27° (Push bis 3200/36°)            | ab 1989                            | kubisches Korn, hohe Empfindlichkeit HP steht für Hypersensitive Panchromatic roll film |
| HP                             | HP-S       | ISO 400/27°                                | 1954–1960                          | kubisches, sehr grobes Korn, hochempfindlich                                            |
| HP                             | HP-S       | ISO 800/30°                                | 1960–1998                          | kubisches, sehr grobes Korn, hochempfindlich                                            |
| Moderne Flachkristallstruktur: |            |                                            |                                    |                                                                                         |
| Delta                          | Delta 100  | ISO 100/21°                                | ab 1992                            | hochempfindlich, matrixartige Kornanordnung (T-Grain)                                   |
| Delta                          | Delta 400  | ISO 400/27° (Push bis 3200/36°)            | ab 1994                            | hochempfindlich, matrixartige Kornanordnung (T-Grain)                                   |
| Delta                          | Delta 3200 | ISO 1000/31° (Push bis 3200/36° und höher) | ab 1998                            | hochempfindlich, matrixartige Kornanordnung (T-Grain)                                   |
| Erweiterte Rotempfindlichkeit: |            |                                            |                                    |                                                                                         |
| SFX                            | SFX-200    | ISO 200/24°                                | ?–2004, ab 2007                    |                                                                                         |
| Orthochromatisch:              |            |                                            |                                    |                                                                                         |
| Ortho                          | Ortho Plus | ISO 80/20°                                 | ?                                  |                                                                                         |
| Ortho                          | Ortho Plus | ISO 40/17°                                 | ?                                  |                                                                                         |
| Chromogene SW-Filme            |            |                                            |                                    |                                                                                         |
| XP                             | XP-1       | ISO 400/27°                                | 1980–1993 (nicht mehr hergestellt) |                                                                                         |
| XP                             | XP-2       | ISO 400/27°                                | 1991–? (nicht mehr hergestellt)    |                                                                                         |
| XP                             | XP-2 super | ISO 400/27°                                | 1998–?                             |                                                                                         |

### SW-Filmentwickler
- ID-11
- Perceptol
- Microphen
- Ilfotec HC
- Ilfotec DD
- Ilfotec DD-X
- Ilfotec LC-29
- Ilfosol 3
- Ilfosol S

### SW-Papierentwickler
- Multigrade-Entwickler
- PQ-Universal
- Bromophen

### Fixiermittel und Verarbeitungshilfen
- Ilfostop – Stoppbad
- Hypam – Fixiermittel
- Hypam Hardener – Härtemittel
- Ilfotol – Netzmittel

### SW-Fotopapiere
- FB – Barytpapier
- RC – PE-Papier
- Multigrade – Gradationswandelpapier (als RC oder FB Papiere erhältlich)
- Ilfospeed RC – schnelle Verarbeitung durch eingelagerte Entwicklungschemikalien
- Ilfogalerie FB – für besonders hochwertige Vergrößerungen
- Ilfospeed 5.1M

### Farb-Fotopapiere
- Ilfochrome – für Abzüge von Diapositiven. Entwicklung im Silberfarbbleichverfahren, Varianten für Aufsichtsbilder sowie transparente und durchscheinende Großdias
- Ilfocolor – für Abzüge von Farbnegativen